# Blackhouse

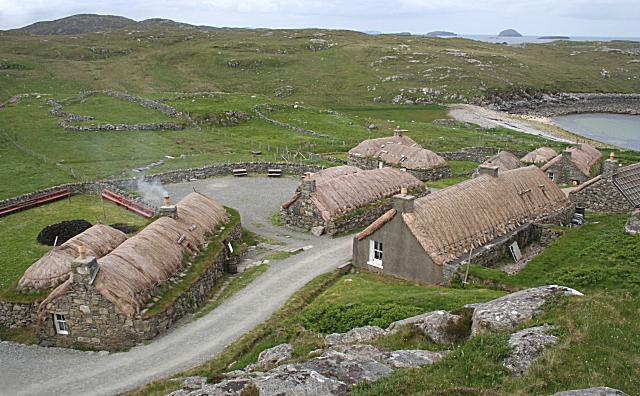
Varias construcciones en Garenin, isla de Lewis

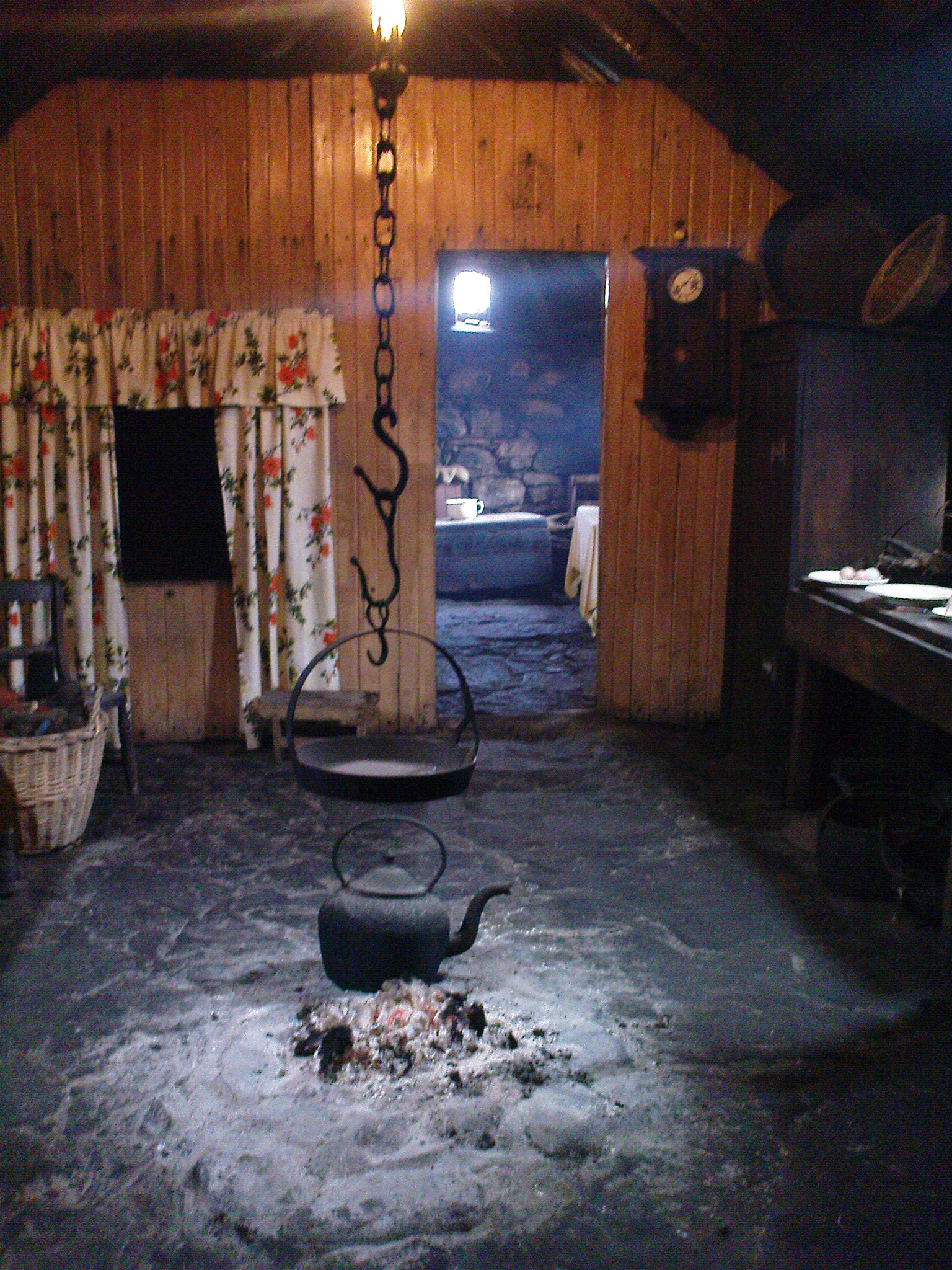
Interior de una Blackhouse en Arnol, isla de Lewis

Blackhouse en inglés o Taigh-dubh en gaélico escocés (lit. casa negra) es el término utilizado para denominar la construcción tradicional de las Tierras Altas de Escocia, las Islas Hébridas e Irlanda, el cual hace referencia al color oscuro que adquirían sus muros a causa de la humedad.
Estas construcciones, típicas hasta mediados del siglo XVIII, consisten en un rectángulo de amplios muros de piedra, tierra compacta, escombros y arena cubiertos por un techo de vigas de madera y paja. Cabe aclarar que la madera que sustenta estas estructuras por su cubierta, es madera obtenida de las corrientes marinas desde Norteamérica o el Caribe, puesto a que no existían árboles por la zona de las Hébridas.
Solían dividirse entre una habitación que hacia la función tanto de granero como de corral, y otra donde se encontraba la vivienda propiamente dicha, en el centro de la cual solía situarse el fuego.
Existe un tipo de Blackhouse diferente al traidicional, conocida como Blackhouse moderna; ideada durante la década de 1990. Sigue el método tradicional de construcción y emplea materiales locales, con la particularidad de añadir nuevos elementos como es el caso de una chimenea o ventanas, siendo usada como alojamiento turístico en la actualidad.

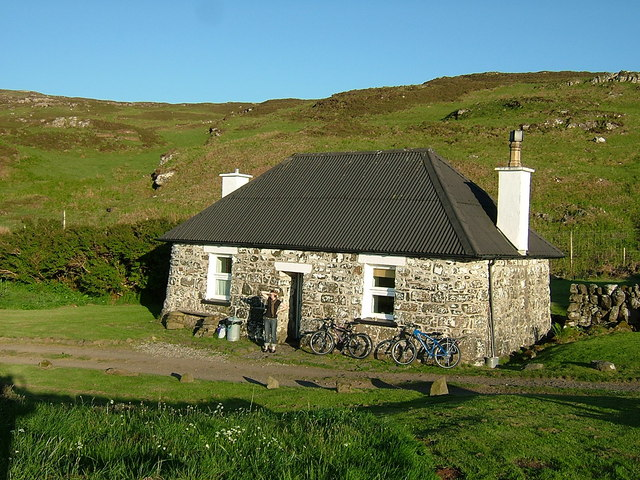
Blackhouse moderna. stuartungless / Blackhouse at Haunn / CC BY-SA 2.0

En cuanto a las Blackhouse tradicionales se tiene registro de que estuvieron habitadas normalmente hasta la década de 1970.
Hoy en día pueden encontrarse muchas de ellas aún en uso como casas de veraneo o como parte de museos etnológicos, como el situado en Arnol, en la isla de Lewis.